# 服部新左衛門
服部 新左衛門 （はっとり しんざえもん）は、戦国時代から安土桃山時代にかけての人物。石田三成の家臣。

## 人物
徳川家康の旗本である服部仲の従兄弟とされる。関ヶ原の戦いでは物見を務めるも家康の家臣石川貞政に討たれ、一番首となったことで知られている。